# Mantisalca
Mantisalca es un género  de plantas con flores perteneciente a la familia de las asteráceas. Comprende 6 especies descritas y de estas, solo 4 aceptadas.

## Descripción
Plantas anuales o perennes. Capítulos pequeños, de ovoides/cónicos hasta globulosos, constreñidos en el ápice. Brácteas involucrales imbricadas aplicadas, con espina apical más bien corta, salvo las internas que carecen de ella. Colorido rosado/malva, más raramente blanco. Aquenios homomorfos o heteromorfos, con o sin vilano (que puede ser simple o múltiple) y con eleosoma.

## Distribución
Género nativo en la mayor parte de Europa, hasta altas latitudes y toda África, incluido Madagascar; introducido en Inglaterra, Bélgica, Francia, Alemania, Checoslovaquia, Suiza y Austria. También exótico en el Este de Australia, y el Este de Estados Unidos.

## Taxonomía
El género fue descrito por Alexandre Henri Gabriel de Cassini y publicado en Bull. Sci. Soc. Philom. Paris, 1818: 142, 1818.
Etimología
El nombre genérico Mantisalca es un anagrama del epíteto latíno salmantica - que significa «de Salamanca» - de su especie tipo, M. salmantica.

## Especies aceptadas
A continuación se brinda un listado de las especies del género Mantisalca aceptadas hasta julio de 2012, ordenadas alfabéticamente. Para cada una se indica el nombre binomial seguido del autor, abreviado según las convenciones y usos.
- Mantisalca amberboides (Caball.) Maire, 1934 - Marruecos.
- Mantisalca delestrei (Spach) Briq. & Cavill., 1930 - Marruecos y Sur de Argelia.
- Mantisalca duriaei (Spach) Briq. & Cavill., 1930 - África del Norte, Francia, península ibérica y Baleares.
- Mantisalca salmantica (L.) Briq. & Cavill., 1930 - Especie tipo del género. Nativa en casi toda Europa y África; naturalizada en Australia y Estados Unidos.[1]